# Glasgow Haskell Compiler
De Glasgow Haskell Compiler (of GHC) is een open source compiler voor de functionele programmeertaal Haskell. GHC is ontwikkeld aan de universiteit van Glasgow, voornamelijk door Simon Peyton Jones en Simon Marlow. De ontwikkeling van GHC wordt voortgezet bij Microsoft Research in Cambridge, Engeland waar Peyton Jones werkzaam is. GHC wordt ook wel de Glorious Haskell Compiler genoemd.
De compiler zelf is geschreven in Haskell (deze techniek wordt  bootstrapping genoemd) maar het runtime-systeem is geschreven in C. GHC ondersteunt zowel de Haskell 98- als de Haskell 2010-standaard, evenals uitbreidingen hiervan. Er zijn versies voor verschillende platforms beschikbaar, zoals Windows, Mac en de meeste Unix-varianten (zoals de vele Linuxdistributies). Ook zijn er versies voor verschillende  processorarchitecturen beschikbaar.